# Uzovce
Uzovce – wieś (obec) na Słowacji, w kraju preszowskim w powiecie Sabinov.

## Położenie
Uzovce znajdują się na Wyżynie Szaryskiej, u południowych podnóży Gór Czerchowskich, w południowej części historycznego Szarysza. Leżą w oddaleniu od linii kolejowych i głównych dróg, ok. 6 km na wschód od Sabinova i ok. 6 km na północ od Wielkiego Szarysza. 

## Historia
Pierwsze wzmianki o miejscowości pochodzą z roku 1370. Występowała ona wówczas pod węgierską nazwą Uzfalua. W 1773 jako Usowcze, 1920 Usovce, Husovce, 1927 Uzovce. W średniowieczu była wsią średniej wielkości. W XIV-XV w. w jej otoczeniu funkcjonowały osady o nazwach Kišaše, Pankota i Tomašovce, które z czasem zanikły. W I. połowie XIV w. zbudowano we wsi kościół - na jego miejscu stoi wzniesiony w 1800 r. obecny kościół katolicki pw. Świętego Krzyża. Pod koniec XIX w. zbudowany został dwór (słow. kaštieľ), mieszczący aktualnie m. in. przedszkole i bibliotekę publiczną. Z czasem powstały młyn i gorzelnia, które działały do 1950 r.
W 2010 r. we wsi znajdował się sklep spożywczy, lokal gastronomiczny, warsztat mechaniczny, biblioteka, boisko piłkarskie, a także urząd pocztowy.

## Demografia
W roku 1787 wieś liczyła 239 mieszkańców w 23 gospodarstwach, w roku 1828 – 346 mieszkańców, w roku 1900 – 267 mieszkańców, w roku 1961 – 453 mieszkańców, w roku 2005 – 500 mieszkańców.
Według danych z dnia 31 grudnia 2010 wieś zamieszkiwało 518 osób, w tym 258 kobiet i 260 mężczyzn. 
W 2001 roku względem narodowości i przynależności etnicznej całość populacji stanowili Słowacy. 98,33% spośród nich wyznawało rzymskokatolicyzm, a 1,26% grekokatolicyzm. We wsi znajdowało się 116 domostw.